# Палола, Олли
О́лли Па́лола (фин. Olli Palola; род. 8 апреля 1988 года в Оулу, Финляндия) — финский хоккеист, нападающий.
На чемпионате мира в 2014 году в Минске завоевал серебряные медали.

## Карьера
Всю профессиональную карьеру Палола провел в Финляндии, где выступал за «Лукко», «Ильвес» (бронзовые медали в сезоне 2010/11), «Таппару» (серебряные медали 2012/13, 2013/14 и 2014/15). В сезоне 2014/15 стал лучшим бомбардиром клуба в регулярном сезоне (49 очков в 60 матчах), а в плей-офф забросил 11 шайб в 20 играх. «Таппара» в упорнейшей финальной серии уступила «Кярпяту» (3:4), при это все семь матчей завершились с разницей в одну шайбу, а в пяти из них были сыграны овертаймы.
1 мая 2015 года Палола перешёл в подольский «Витязь». В 27 играх Олли набрал 5 очков (1+4).
Сезон 2016/17 провёл в чемпионате Швеции за «Векшё». Набрал 48 очков в 52 играх.
12 июня 2017 года заключил контракт с «Йокеритом», выступающим в КХЛ.
В мае 2018 года подписал годичный контракт с клубом КХЛ «Куньлунь Ред Стар».
26 ноября 2018 года сделал хет-трик в ворота «Сибири», забросив последние две шайбы на последних 15 секундах основного времени (59:45 и 59:57), но «Куньлунь Ред Стар» всё же уступил в серии буллитов (5:6).
Всего в КХЛ сыграл 176 матчей, в которых набрал 62 очка (32+30). В плей-офф Кубка Гагарина сыграл 10 матчей и набрал 7 очков (6+1).